# SIGSALY

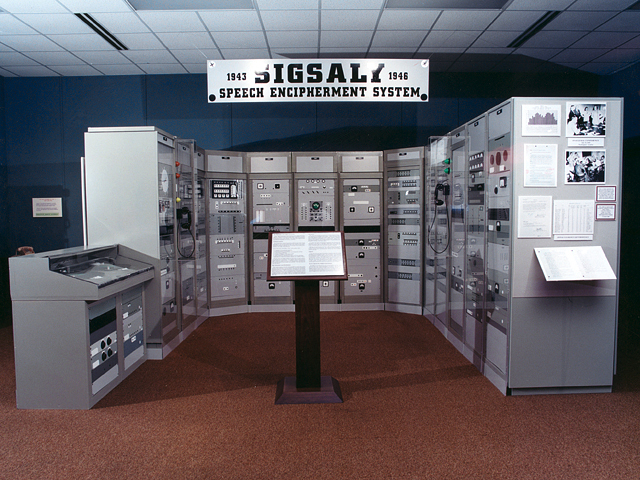
秘話装置 SIGSALYの一部
アメリカ国立暗号博物館で展示されているモックアップ。実際の装置は30以上のラックからなる大掛かりなものだった。

SIGSALYとは第二次世界大戦中にアメリカ合衆国のベル研究所で開発された秘話装置で、イギリスのウィンストン・チャーチル首相とフランクリン・ルーズベルト大統領との秘密会談など、アメリカと他の連合国間の重要な通信のために使用された。
SIGSALYの名称はこのシステムを扱ったアメリカ陸軍通信隊（US Army Signal Corps）でのコードネームで特別な意味はない。ベル研究所では X システム や プロジェクト X の名称で呼ばれた。ニックネームはグリーン・ホーネット（Green Hornet）で、通信時の蜂の羽音に似たデジタル変調音が当時有名だったラジオ番組の主題歌に出てくる音に似ていたためそう呼ばれた。

## 概要
SIGSALYは第二次世界大戦中の1943年に運用が開始され1946年まで使用され、3,000回を超える秘密会議がこのシステムを使って行われた。
当時の最新技術を集めたシステムで、世界最初の実用的なデジタル音声通信システムであり、また音声通信と近代的な暗号とを組み合わせた最初の装置でもある。
このシステムは真空管とアナログ回路の時代に作られたため、当時としては非常に大規模で複雑なシステムだった。装置の重さは約55トン、消費電力は30kWに上り、7フィート標準ラック30以上を占める大きさで設置のためには空調が効いた広い部屋が必要だった。
暗号化方式はバーナム暗号を応用したもので、共通鍵の管理に乱数鍵を1回だけ使うワンタイムパッド方式が用いられた。音声信号の暗号化のためには多量の乱数が必要なため、二極真空管が発生する雑音をデジタル化し2枚のレコード（音盤）にあらかじめ記録して送信側と受信側とで使用した。レコードは使用後に破棄された。
SIGSALYの存在と技術内容は長い間秘密にされた。1940年代にベル研究所が出願したSIGSALYに関連する多くの特許が一般に公開されたのは、それから30年以上経った1975〜1976年だった。

## 特徴
SIGSALYで実現された特筆すべき特徴と技術は以下のように言われている。ベル研究所の優秀な研究者と技術者が協力して創り出した、当時としては非常に先進的なシステムだった。
1. 最初の暗号化電話の実例
2. 最初の量子化された音声の伝送
3. 最初のPCM[7]による音声の伝送
4. 最初の非線形PCM[7]の使用
5. 最初のマルチレベルFSK（Frequency Shift Keying）の例
6. 最初の実用的な音声帯域圧縮の実例
7. 最初のフェージングがある無線環境でのFSK-FDM（Frequency Shift Keying-Frequency Division Multiplex）の使用
8. 最初のマルチレベルアイパターンの利用（サンプリング周期の調整に使用）

さらにスペクトラム拡散技術の最初期の成功例とも言われている。

## 関係者
SIGSALYは、当時としては非常に複雑で大規模なシステムだったため、開発にはベル研究所とウェスタン・エレクトリックの多くの研究者と技術者が参加した。SIGSALYの基本方式の決定にはベル研究所の伝送研究グループ（Transmission Research group）の研究者が参加した。アドバイザーとしてサンプリング定理で有名なハリー・ナイキストも参加し、ポッター（R. K. Potter）と共に暗号化の基本方式の決定を行った。プロトタイプの設計と作成にはベル研究所の回路研究グループ（Circuit Research group）のメンバーも加わった。実機の製造はウェスタン・エレクトリックが担当した。
SIGSALYの暗号化方式の検証には、1941年にベル研究所へ入ったクロード・シャノンや、当時イギリスの政府暗号学校で暗号解読の研究を行っていたチューリング（Alan Turing）が参加した。

### シャノン
シャノンは1943年にバーナム暗号についての短い論文を発表し、その後1945年にベル研究所内の機密レポートとして「暗号の数学的理論」（"A Mathematical Theory of Cryptography"）を発表した。最初の論文はSIGSALYの構成をそのままモデル化したようなシステムを想定し、バーナム暗号の解読不可能性の証明と共にバーナム暗号を音声のようなアナログ信号に応用したシステムでも解読ができないことの証明を行った。二番目の長い機密レポートは、当時シャノンがプライベートで研究していた情報理論の考え方をSIGSALYで使われたワンタイムパッド方式などの暗号に適用し数学理論として一般化したもので、「情報理論」という言葉を含むシャノンの最初の論文だった。情報量（エントロピー）の考え方もこの論文で導入された。シャノンはSIGSALYに関わった後の1943年か1944年前後から暗号理論と秘匿システムについて考えるようになり、このレポートはその成果だった。
情報理論と暗号理論の問題は非常に近い関係があり、暗号理論の研究は情報理論の様々な側面を理解するのに役立った。暗号解読者の観点からすると秘匿システムはノイズのある通信システムとほとんど一致する、と後にシャノンは述べている。
このレポートは非公開だったが、情報理論については後に有名な論文「通信の数学的理論」（"A Mathematical Theory of Communication"）として1948年にまとめられた。この論文名は、その前に発表された機密レポートの「暗号」（Cryptography）を「通信」（Communication）に変えただけの名称になっている。
暗号理論に関する公開可能な部分も整理され、1949年に「秘匿システムの通信理論」（"Communication Theory of Secrecy Systems"）として発表された。この中でSIGSALYで使われたワンタイムパッド方式の暗号の盗聴による解読が理論的に不可能であることが証明されている。

### チューリング

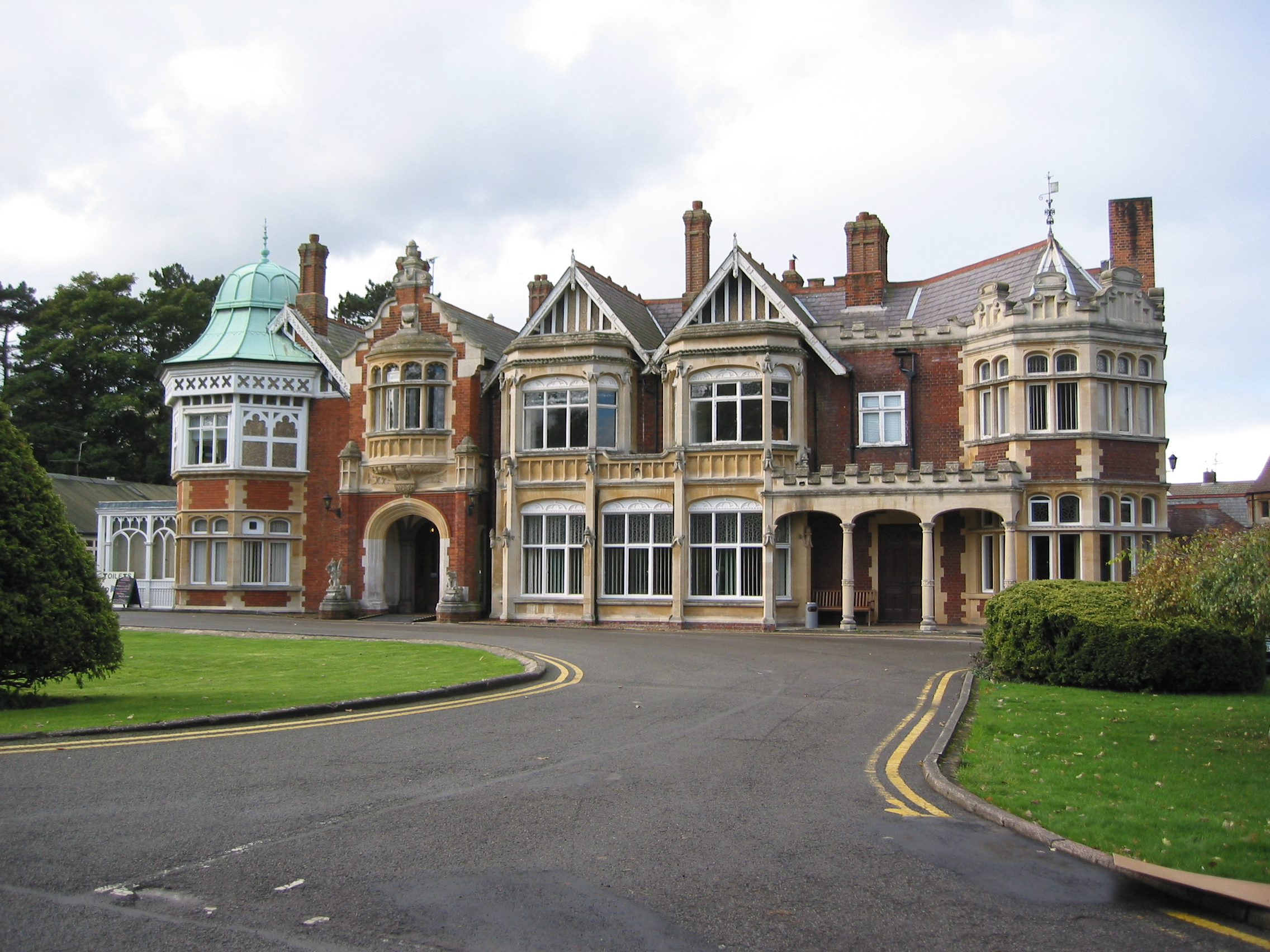
暗号解読部門があったブレッチリーパーク

第二次世界大戦中、アラン・チューリングはイギリスの政府暗号学校（ブレッチリー・パーク）の暗号解読部門 (Hut 8) の中心メンバーとしてドイツ海軍のエニグマ暗号の解読を行い、1942年夏にはローレンツ暗号の解読にも参加した。当時アメリカでもエニグマの解読を進めており、アメリカとイギリスとの間の暗号に関する情報交換の一環として、チューリングは1942年11月7日にクイーン・エリザベス号に乗り込み大西洋を越えてアメリカに渡った。エニグマ暗号の解読方法やイギリスからの情報を元にアメリカでも開発を行っていたエニグマ暗号の解読機Bombeについての情報交換を行い、またSIGSALYに関する情報の提供を受け分析を行った。この時ベル研究所のシャノンにも会っている。
チューリングは兵員輸送船のエンプレス・オブ・スコットランド号で1943年3月29日に無事帰国し、ブレッチリー・パークに戻った。その後SIGSALYに関する情報を利用して1943年5月から無線式の秘話装置 Delilah（デリラ）の開発を開始した。チューリングはしばらくブレッチリー・パークにいたが、Delilahの開発に専念するため1943年末に無線諜報を扱うMI8（Military Intelligence, Section 8、Radio Security Service）の拠点があったハンスロープ・パークに移動した。
この秘話装置の名前は旧約聖書に登場する「人を欺く」女性デリラにちなんだもので、その当時のハンスロープ・パークの同僚で戦後もチューリングの下で研究を行うことになるロビン・ガンジー（Robin Oliver Gandy）が名付けた。
ベル研究所でSIGSALYに必要な膨大な装置類やサンプリング定理の説明を受けたチューリングは、より単純でコンパクトな秘話装置の作成を目指した。SIGSALYで使われている音声信号の圧縮技術ボコーダーは暗号化のための本質的な部分ではないと考え、Delilahでは音声信号を十分高いレートで直接サンプリングし乱数を加えることで暗号化する方式とした。
暗号化に必要な大量の乱数（共通鍵）は、何らかの暗号化処理を行った後に音声とは別の無線回線で同時に送る方式を考えていたが、後に短い周期の乱数を複数組み合わせて長い周期の擬似乱数を内部で生成する方式に改められた。1944年末には暗号化のコア部分が完成し、送信側と受信側に有線で乱数の信号を直接送る形で試験が行われた。実際の装置では受信側と送信側とが独立して擬似乱数を生成し、両者をサンプリング周期以下の誤差で同期させる必要がある。その後乱数の同期方法についての検討と試行錯誤を行っていたが、1945年5月にドイツが降伏しヨーロッパでの戦闘が終了したため、全体のシステムが完成する前に秘話装置の開発は中止された。
Delilahの開発で電子回路についての知識と経験を得たチューリングは、その数か月後にイギリス国立物理学研究所 (NPL) に招かれ、彼が考案した万能チューリングマシンのハードウェア版とも言えるプログラム内蔵式コンピュータ（ACE）の設計を始めることになる。

## 開発の歴史
アメリカが第二次世界大戦中に参戦する前の1940年頃、イギリス首相との秘密会談など重要な音声通信には短波での無線通信が使われており、盗聴を避けるためベル研究所が開発した A-3 と呼ばれるアナログ方式のスクランブラーが使われていた。
この装置は音声を5つのサブバンドに分けて周波数の反転やサブバンドの配置換えを行い、36パターンを1周期とし20秒ごとに反転/配置換えパターンを変えるもので、単純な盗み聞きの対策としてはそれなりに有効だった。しかしこのようなスクランブラーの仕組みは1920年代から知られており、専門家がスペクトログラムなどで処理方式の解析を行うことは難しいことではなかったため、アメリカの専門家は盗聴の危険性について警告していた。実際、ドイツは当時占領中のオランダに受信局を設置し信号を分析して処理方式と反転/配置換えパターンを解析し、1941年の秋にはチャーチル首相とルーズベルト大統領との会話を含む多くの通信をリアルタイムで盗聴していたことが戦後明らかになっている。
このようなアメリカ政府関係者の盗聴の危険性への意識の高まりを背景に、より優れた秘話装置についての検討が1940年にベル研究所で開始され、"プロジェクト X"のコードネームが付けられた。
ベル研究所とその前身であるAT&T研究所では電信・電話についての多くの研究が行われており、それ以前に以下のような技術が開発されていた。SIGSALYはこれらの技術を組み合わせたものである。
ボコーダー（vocoder, voice coderの略）
音声信号の圧縮技術。チャネルボコーダーとも呼ばれる。
音声の周波数スペクトルを複数のチャネルに分けて分析し、受信側ではその結果から音声を合成する。
分析結果は複数のアナログ信号で表現された。
バーナム暗号（Vernam cipher）
デジタル信号の暗号化技術。
十分に長い乱数を共通鍵とし通信文と鍵をXORすることで暗号化する。
鍵として通信文以上の長さの乱数を使うことで解読不可能な暗号を構成できる。
バーナムによりテレタイプの暗号化技術として考案され、使用された。
周波数分割多重化（FDM）
複数ある回線を1本の回線で共用する技術。
共有回線の周波数帯を分割して送信する。
当時は電信とアナログ音声信号用に使用された。
周波数偏移変調（FSK）
デジタル信号の0/1を異なった周波数で表現する変調方式。
当時は電信のために考案、使用された。
1940年8月のプロジェクト開始直後、音声の暗号化についての過去の様々な特許の調査が行われた。見つかった80件ほどの特許は単に音声を複雑に処理するだけで、十分な時間と分析機器があれば容易に元の音声を復元できるものしかなく、全く新しい方式を考案する必要があった。その少し前に音声のアナログ圧縮方式としてベル研究所のダッドリー(Homer Dudley)がボコーダーを発明していた。ボコーダー出力の周波数レンジは数十Hz程度と電信やテレタイプと同程度で、その当時テレタイプ用の解読不可能な暗号として知られていたバーナム暗号とアナログ方式のボコーダーとを組み合わせることができれば解読不可能な音声暗号化システムができるため、多くの検討が行われた。
アナログ信号をPCMデジタル信号に変換する方法はイギリス人のリーブス（Alec Harley Reeves）がすでに発明済みで1937年にはフランスで特許を出願していたが、アメリカでの特許公開は1942年だったためSIGSALYの初期設計の段階では知られておらず、ベル研究所版のデジタル変換方式とバーナム暗号への応用の方法が考案された。
最初、ボコーダーからのチャネル毎のアナログ出力を特定の閾値を基準に0/1に変え、その出力を直接バーナム暗号で暗号化する方法が考案された。この方式は1ビット符号化に相当しアナログ信号が持つ情報のほとんどが失われるため、実験により音質が悪くて実用にならないことが分かったが、方式を決めるための第一歩となった。
最終的に、ボコーダーのアナログ信号を複数の離散的な値に量子化し、その結果に同じ複数レベルで表現された暗号鍵（乱数列）を加える方式が考案された。実験から量子化は6段階で行うことになった。この方式の考案にはナイキストが関係した。
考案された各サブシステムについて1941年の末には仮設計とブレッドボードでの試験が行われた。致命的な問題点は発見されず、翌年の8月にはプロトタイプが作成され、米陸軍へのデモンストレーションと大西洋間の無線通信実験を含む様々な試験が行われた。試験結果に満足したアメリカ陸軍は1942年にベル研究所との契約を行い、1943年の連合国によるイタリア侵攻の数か月前にはロンドン、ワシントンD.C.、北アフリカにシステムが設置された。
1943年7月15日に行われたペンタゴンとロンドンとの間の会議がSIGSALYの公式な運用開始とされている。
SIGSALYのシステムは非常に大規模で消費電力も大きく移動も運用も大変だったため、量産と並行して、SIGSALYを再設計し小型化する"ジュニア X システム"のプロジェクトが進められた。このシステムは1944年の秋に契約が行われ、アメリカ陸軍通信隊から AN/GSQ-3 の名称が与えられた。ボコーダーからのアナログ信号の量子化と暗号化とを行う12のモジュールを時分割処理により1つにまとめたり暗号鍵の生成を完全に電子化するなど多くの改良が加えられ、最終的にこのシステムは5フィートのラック6個分にコンパクト化されトレーラに積み込める程度の大きさになった。納入は1946年3月で戦争はすでに終わっており、実際に使われることはなかった。

## 運用

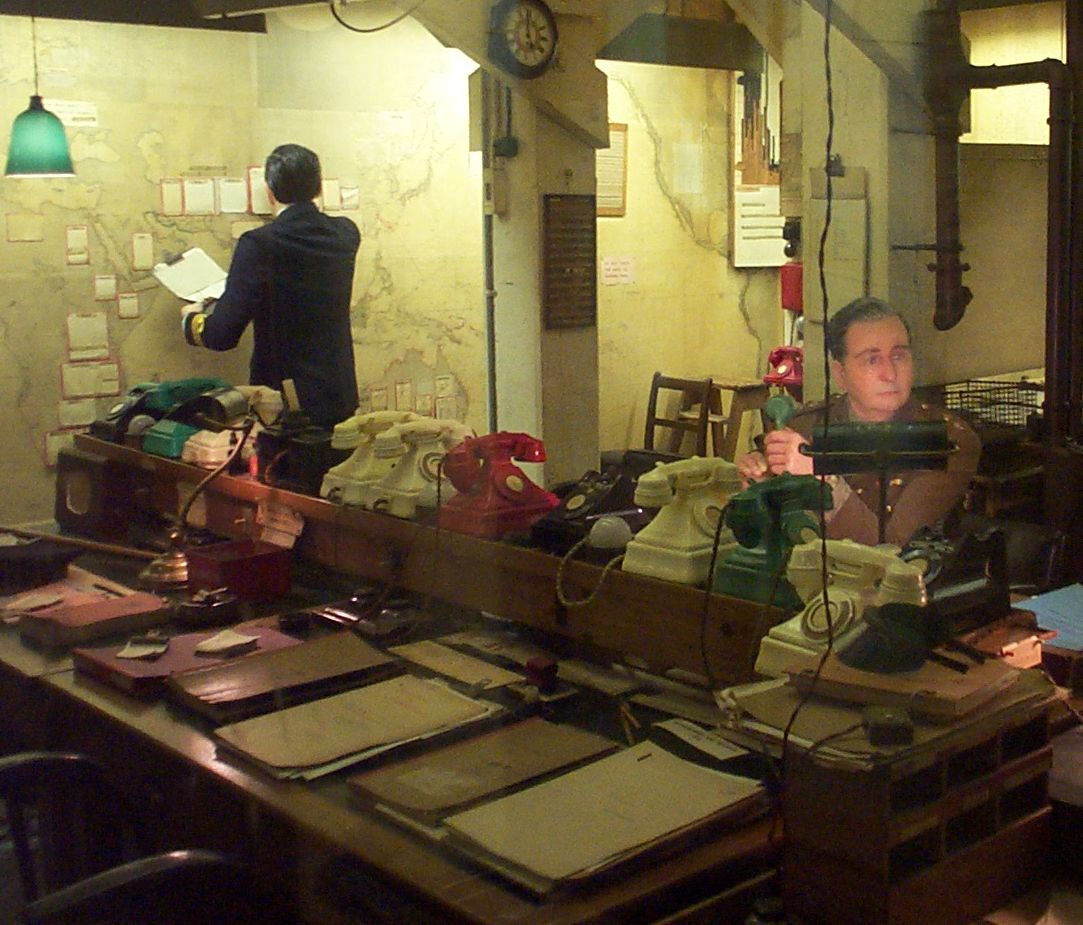
ロンドンの内閣戦時執務室
現在はチャーチル博物館として一般公開されている。この写真はマップ室で、SIGSALYの電話端末は大西洋間電話室と呼ばれる専用の部屋に設置された。

SIGSALYは全部で12台が製造され、1943年7月のワシントンD.C.とロンドン間の運用開始以降、北アフリカ、パリ、ハワイ、グアム、オーストラリア、及びマッカーサー将軍が移動中に司令部があった船上と終戦直前のマニラに設置され、また終戦後はベルリン、フランクフルト、東京にも設置され1946年まで使われた。
ロンドンでは、セルフリッジデパート別館の地下に機器が設置され、チャーチルと執務スタッフはそこから1マイル離れたビルの地下に設置された内閣戦時執務室（当時）の専用の電話端末から使用した。
ワシントンでは当初ホワイトハウスに設置される予定だったが、軍のメンバーが利用しやすいよう1943年にできたばかりのペンタゴンに設置されることになった。
SIGSALYで暗号の共通鍵となる乱数はレコード（音盤）に記録され、配布は次のように行われた。最初に真空管の自然雑音から作成された乱数が16インチ径の蝋のプラッタに記録され、それを元にマスターレコードが作成された。マスターレコードから3枚のポリ塩化ビニル製のレコードがプレスされ、米陸軍通信情報部（Signals Intelligence Service）の司令部があったアーリントンホールに運ばれ、マスターレコードは破棄された。3枚のレコードのうち1枚は予備として保管され、残りの2枚が密使により送信場所と受信場所に運ばれた。
情報の流出を避けるため運用方法は非常に面倒なものだったため、後にアルミニウムとアセテートを張り合わせたレコード2枚に乱数を直接同時記録する方法が開発され、時間とコストの削減につながった。
SIGSALYは極秘のシステムであり、また当時としては非常に複雑なものだったため、メンテナンスは専門の部隊である第805通信役務中隊（805th Signal Service Company）が担当した。中隊メンバーは世界各地に配属され、士官5名と下士官10名からなる支隊を単位に24時間体制で任務を行った。
システムは通常1日8時間使用され残りの16時間はメンテナンスに充てられた。1000本を超える真空管は定期的にチェックされ、問題のあるものは交換された。電源装置の多くも非常にデリケートな部分で、標準電池と検流計を使って150Vの電圧に対し0.1Vの正確さで調整を毎日行う必要があった。またシステムに96ある量子化回路（stepperと呼ばれた）も毎日の調整が必要だった。

## 原理
SIGSALYは、音声を分析し圧縮を行うボコーダー（vocoder）、暗号化回路、暗号鍵を生成するターンテーブルサブシステム、暗号化信号の変調回路、無線での送受信を行う送信/受信サブシステム、正確なクロックを生成するタイミングサブシステムから構成される。
全体の処理は大まかに以下のようになる。音声は1500bps相当に圧縮され、その後暗号化と変調とが行われ無線送信される。
1. ボコーダーで音声を分析・圧縮して12チャネルのアナログ信号に変換
2. 各チャネルの信号を20ms周期でサンプリングと6段階に非線形量子化した後に暗号化
暗号鍵のデータは乱数が記録されたレコードから取り出し20ms周期でサンプリングと6段階量子化
3. 暗号化された信号をFSK-FDM変調
4. 変調された信号を無線信号として送信

受信側ではこれを逆に行い、受信した信号から12チャネルのアナログ信号を復元し音声を再合成する。

### ボコーダー
ボコーダーはアナログ音声通信での音声圧縮技術として生まれたもので、アメリカのベル研究所のホーマー・ダッドリー(Homer Dudley)によって1928年に基本的なアイデアが発案され、1939年にチャネルボコーダーとして発表された。
元々は軍事用ではなく、1920年代の電信用大陸間横断ケーブルが伝送可能な周波数帯域はせいぜい100Hz程度で3,000〜4,000Hzの帯域を持つ音声を大陸間で直接送ることができなかったため、音声をより狭い帯域で送るために考え出された。
人間の声は、音源である声帯の音の特性や有声・無声の区別と、咽喉と口腔、鼻腔、舌、唇などの調音器官(声道)の共鳴による周波数選択特性でモデル化できる。音声波形はかなり早い振動成分を含むが、調音機構などの動きはそれと比べると比較的緩やかであり、それらを適切にパラメータ化することができれば、必要なデータを大幅に減らすことができる。
チャネルボコーダーはこの考え方を基に、音声の周波数スペクトルを複数のチャネルに分けバンドパスフィルタで分析して周波数スペクトルを取り出し、声帯の音の基本周期(ピッチ)や有声・無声の区別と共に送り、受信側で音声を合成する。
SIGSALYで音声の分析に用いられた方式では、250Hzから2950Hzまでの周波数スペクトルを10の異なった周波数のバンドパスフィルタで分析してそれぞれに1チャネルを割り当て、有声・無声の区別とより細かい情報が必要なピッチ周波数には2つのチャネルを別に使った。12チャネルのアナログ信号はローパスフィルタを通し25Hz以下の成分のみが使われた。
受信側では、有声音の場合は指定されたピッチ周波数での声帯音を模したブザーのような音、無声音の場合はホワイトノイズを音源として用い、声道に対応するフィルタを通すことで元の音声を再合成した。フィルタは10のバンドパスフィルタから構成され、周波数スペクトルを表す10チャネルの信号で制御された。
当時のボコーダーの音質は悪く機械的な音になってしまう欠点があった。
SIGSALY設置の記念として北アフリカから自分の妻と会話を行ったアイゼンハワー将軍は、SIGSALYが声の低い男性向けにチューニングされていたこともあって、それ以降SIGSALYを使おうとしなかったと言われている。

### 量子化と暗号化
ボコーダーからの12チャネルのアナログ信号は、暗号化のためにそれぞれ20ms周期でサンプリングされ6段階に量子化された。量子化（quantization）という言葉は当時一般的でなかったため、量子化回路はステッパー（stepper）という名称で呼ばれた。
少ないステップ数で音質を良くするためボコーダー出力の量子化は非線形に行われた。人間の聴覚の対数的な特性に合わせ、信号の振幅が大きくなるほど量子化のステップ幅も大きくするもので、これは現在の電話などで使われているμ-lawアルゴリズムなどと同様の考え方である。
量子化にはサイラトロンが用いられた。これは真空管に似た外観と構造を持つ電子管で、ある種の電子的なスイッチとして働き、入力が一定電圧以上になるとオンになる。オンになる電圧を量子化レベルに合わせて変えた回路を並列に並べることで、アナログ信号を量子化することができる。1台のSIGSALYに"GL-2051"型サイラトロンが合計384個使われた。
続いて暗号化が行われた。暗号鍵となるターンテーブルサブシステムからの信号も、ボコーダーからの信号の量子化と並行して同じ20ms周期の0から5までの6段階に量子化された。
暗号化は信号と暗号鍵それぞれのサンプル値の加算により行った。ここで使われる加算はモジュラー計算を用いた「6を法とする加算」で、例えば5に3を加算した結果が2になるというように、6で割った余りが結果となる。当時この処理はリエントリー（reentry、再入）と呼ばれた。
ここで信号値を M、暗号鍵を K、リエントリー値を R とすれば、暗号化結果であるリエントリー値は以下の式で計算できる。
{\displaystyle R={\begin{cases}M+K,&{\mbox{if }}M+K<6\\M+K-6,&{\mbox{if }}M+K\geq 6\end{cases}}}
このような加算は当時の真空管を使ったアナログ回路で比較的容易に計算できた。
この処理により、暗号鍵が0から5までの一様な分布を持つランダムな数であれば、信号を加算した結果もランダムな0から5まで信号になった。
暗号の復号時には、同じ暗号鍵を使い「6を法とする減算」を行った。例えば2から3を減算した結果が5になるというように、元の信号値を復元できる。

### 暗号鍵

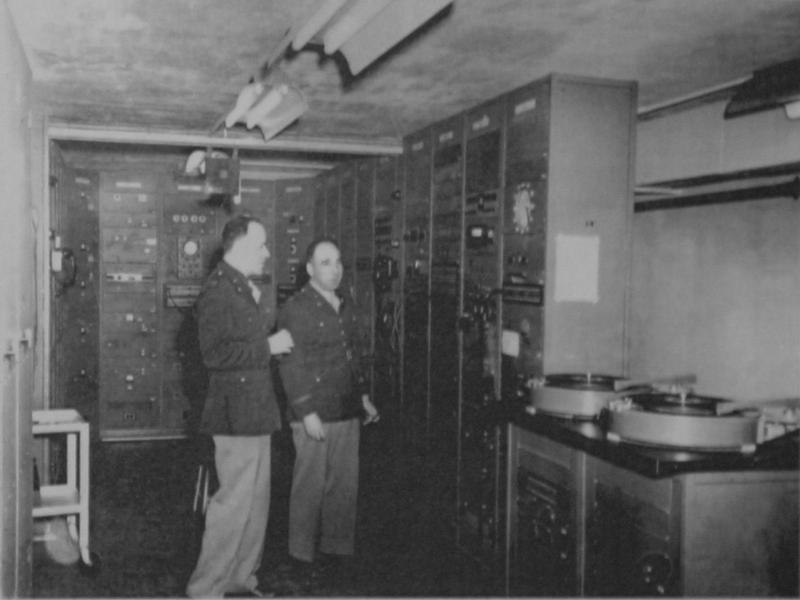
1943年に運用中のSIGSALYの写真
暗号鍵はレコードに記録され、右側の2台のターンテーブルを使い再生した。

暗号鍵はレコードに格納され使用された。鍵となる信号は、非常に大きな（4インチの直径で14インチの高さの）水銀蒸気整流管が発生する雑音をサンプリングして20ms周期の0から5までの一様乱数を12チャネル分作成し、FSK-FDM変調により通常の可聴音に変換してレコードに録音された。1枚のレコードに12分の長さの暗号鍵が録音でき、多くのレコードを用意し使用後に破棄することにより、何時間もの長さの繰り返しのないランダムな暗号鍵を生成できた。
レコードの再生には高精度のターンテーブルを2台用い、12分ごとに切り替えた。暗号化と復号が20ms単位で行われるため、送信側と受信側とは数ms以下の誤差で長時間同期して動く必要がある。そのためターンテーブルは15kg程度の重さの非常に大きな同期モータが使用され、100kHz水晶発振器による周波数標準からのクロックを分周した信号で直接駆動された。長期間にわたり安定して会話を行うため周波数標準は百万分の一（10-6）の精度に保たれていた。世界中に設置されたSIGSALYの周波数標準の校正は短波帯の標準電波（アメリカのWWV）を使った。
送信側と受信側との同期は時刻のみによって行った。会議の開始時刻（例えば1200GMT）をあらかじめ決めておき、その時刻に合わせて双方のターンテーブルを同時に起動し、まったく同じタイミングで回転させることで暗号鍵の同期がとられた。ターンテーブルはかなりの重量があるため最初はスプリング仕掛けで一定速度まで加速し、その後ターンテーブルと同期モータとの間にあるクラッチがつながり定速回転させた。
手動で回転タイミングの微調整を行うこともでき、最初の同期の際や、通信に使われる短波帯の電波が伝わる経路の変化によるタイミングのずれは、オペレータが会話をモニターしながら調整を行った。
このターンテーブル方式の暗号鍵システムでポリ塩化ビニル製のレコードを使うものはSIGGRUV、改良版のアセテートとアルミを用いたものはSIGJINGSのコードネームで呼ばれた。
前記のレコード方式以外に、設定したコードを元に擬似乱数を生成するAK（Alternate Key、代理キー）サブシステムがあり、複雑で信頼性が低かったため主にメンテナンス用に使われた。これはSIGBUSEのコードネームで呼ばれていた。

### 変調
暗号化が行われた12チャネル6段階の信号は、FSK（周波数偏移変調）とFDM（周波数分割多重化）を組み合わせた方式で変調された。当時は複数の電信の多重伝送にこの方式がすでに使われており、特性もよくわかっていたため、それを多値に拡張した方式が採用された。暗号鍵のレコードへの記録にも同じ方法を用いた。
この方式は、12チャネル分の異なった周波数の搬送波に対し、0から5までの段階に応じ周波数変調を行う方式（多値FSK）で、SIGSALYの通信に使われる短波帯のようにフェージングや雑音が多い環境で比較的性能が良い特徴があり、当時としては優れた方法だった。
この当時は多値パルス信号についての知識が少なく、サンプリング周期と最適なフィルタ特性についての問題を解決するため、現在デジタル信号処理で使われるアイパターンを用いた測定方法が初めて使われた。

## SIGSALY以降

アメリカ同時多発テロ事件の際に暗号化電話機 STU-III を使うブッシュ大統領。現在の音声暗号化装置の外観や大きさは通常の多機能電話機と変わらない。

SIGSALYは非常に複雑なシステムで、運用の手間やコストが大変だったこともあり、第二次世界大戦終了後の1946年に使用されなくなり破棄された。しかし音声暗号化システム自体のニーズは高く、その後1949年にアメリカ政府とベル研究所が協力して暗号化装置KO-6が開発された。これはSIGSALYの技術をそのまま応用し音声以外の暗号化も行えるよう汎用化したもので、冷蔵庫3台分程度の大きさになった。
続いて1953年には音声暗号化装置KY-9が開発された。これは12チャネルのボコーダーとハンドメイドのトランジスタを使用し、重さはSIGSALYの55トンから256kg（565ポンド）に低減された。
さらに1961年に開発されたHY-2 16チャネルボコーダーはモジュール化された回路を使い45kg（100ポンド）まで軽くなった。これらはSIGSALYと同様にアナログ方式のチャネルボコーダーを使っていたため音質が悪かった。
その後デジタル信号処理の技術進歩により様々な音声符号化技術と暗号化技術が開発され、アメリカを中心にSTU-IIIやSTEなど多くの音声暗号化装置が使用されている。